# Pedro de Cordoba
Pedro de Cordoba, född 28 september 1881 i New York, död 16 september 1950 i Sunland, Kalifornien, var en amerikansk skådespelare. Han debuterade som teaterskådespelare på Broadway 1902 och medverkade frekvent i uppsättningar där fram till 1934. De Cordoba var även verksam som stumfilmsskådespelare under 1910-talet och 1920-talet. Han klarade övergången till ljudfilm kring 1930 och medverkade fram till sin död 1950 i över 120 filmer.

## Filmografi, urval
- 1915 – Carmen
- 1922 – Då ridderskapet stod i blom
- 1922 – Den unga Diana
- 1935 – Kapten Blod
- 1936 – Hämnden
- 1939 – Frihetshjälten Juarez
- 1939 – Ljuset som försvann
- 1940 – Ingen rädder för spöken
- 1940 – Min favorithustru
- 1940 – Slaghöken
- 1940 – Zorros märke
- 1942 – Flykten till Söderhavet
- 1942 – Sabotör
- 1943 – Klockan klämtar för dig
- 1943 – Sången om Bernadette
- 1945 – De skulle offras
- 1946 – En skandal i Paris
- 1948 – En dag av vårt liv
- 1949 – Simson och Delila
- 1950 – Den laglösa staden